# جوني كويل
جوني كويل هو ملحن كندي، ولد في 11 يناير 1926، وتوفي في 22 يناير 2018.

## وصلات خارجية
- جوني كويل على موقع ميوزك برينز (الإنجليزية)
- جوني كويل على موقع ديسكوغز (الإنجليزية)